# Jason Mayélé
Jason Mayélé (ur. 4 stycznia 1976 w Kinszasie, zm. 2 marca 2002 w Bussolengo) − piłkarz reprezentant Demokratycznej Republiki Konga.
Mayélé grał jako napastnik lub skrzydłowy w barwach Chievo Werona, był członkiem drużyny w czasach, kiedy po raz pierwszy awansowała do Serie A. Reprezentował DR Konga na Pucharze Narodów Afryki 2002. Wcześniej występował we włoskim Cagliari Calcio oraz francuskim LB Châteauroux.
Mayélé miał tylko 26 lat, gdy zginął w wypadku samochodowym. Jego samochód zderzył się z innym samochodem, kiedy Mayélé próbował złapać autobus, którym drużyna Chievo Werona miała udać się na mecz z Parmą. Został zabrany przez helikopter do szpitala w Weronie, gdzie zmarł z powodu rozległych obrażeń ciała.
Po śmierci, jego koszulka z numerem 30 został zastrzeżona przez władze klubu w uznaniu jego wielkich zasług dla Chievo.